# Kanha Khiangsziri
Kanha Khiangsziri (thai nyelven: กัณหา เคียงศิริ; latin betűvel: Kanha Kiangsiri; 1912. február 26. – 1999. június 23.) thai regény- és novellaíró. A születési neve: Csün Vatthanaphat (ชื้น วรรธนะภัฏ, Chuen Watthanaphat). Thaiföld nemzeti művésze (1986).

## Élete, munkássága
Bangkoki arisztokraták lányaként látta meg a napvilágot, a Xavéri Szent Ferenc kolostor általános iskolájában tanult. Az angol és francia nyelvet is megtanulta. Első novellája a középiskolában született meg. Az első regénye, a Krongkan (กรองกาญจน์), amely részletekben jelent meg a Daily Mail újságban.
K. Szurangkhanang (ก.สุรางคนางค์, K. Surangkhanang) néven írt 45 regénye közül rendkívül népszerű a Ban Szai Thong (บ้านทรายทอง, Ban Sai Thong) és a A prostituált (หญิงคนชั่ว, Jing khon csua), amelyek a modern thaiföldi társadalom problémáit tükrözték. A prostituált című regényével 1937-ben országos elismerést szerzett. Legismertebb műve az 1950-ben megjelent Aranyhomok háza, melyből Jarunee Desneiges filmet készített. Ez a könyv több thai szappanoperát is ihletett, és divatirányzatot teremtett a lányok körében a rövid nadrágok és copfok terén.
1986-ban a nemzet művésze kitüntetéssel jutalmazták. Prominens thai írók azt mondták, hogy Kanha óriási vonzerővel bírt generációkon át.
Azon kevés romantikus regényírók egyike volt, akinek regényei, mint például a Ban Sai Thong, még most is lenyűgözik a fiatal generációt.

## Fordítás
- Ez a szócikk részben vagy egészben  a   Kanha Khiangsiri című francia Wikipédia-szócikk ezen változatának fordításán alapul.  Az eredeti cikk szerkesztőit annak laptörténete sorolja fel. Ez a jelzés csupán a megfogalmazás eredetét és a szerzői jogokat jelzi, nem szolgál a cikkben szereplő információk forrásmegjelöléseként.